# Жертвуя пешкой
«Жертвуя пешкой» (англ. Pawn Sacrifice) — американский биографический фильм режиссёра Эдварда Цвика. Фильм рассказывает об американском гроссмейстере Бобби Фишере, выигравшем в 1972 году матч за звание чемпиона мира по шахматам в Рейкьявике против Бориса Спасского в разгар холодной войны. В сентябре 2014 года был показан на Кинофестивале в Торонто. Выход в прокат состоялся в 2015 году. В главной роли — Тоби Магуайр.
Фильм получил в целом положительные отзывы, многие критики высоко оценили игру Магуайра, но в мировом прокате собрал всего 5 миллионов долларов при бюджете в 19 миллионов долларов.
К моменту выхода картины Фишера уже не было в живых.

## Сюжет
1972 год. Бобби Фишер в приступе паранойи громит свой номер в отеле, полагая, что за ним шпионит КГБ.
1951 год. Бруклин., Мать Фишера, еврейка, иммигрантка родом из Швейцарии, объясняет 8-летнему Бобби, что ФБР держит её под наблюдением, из-за её поддержки коммунистов в США. Она инструктирует Бобби, что сказать ФБР, если они будут задавать ему вопросы.
Бобби погружается в шахматы. Несмотря на опасения, что шахматы превратятся в навязчивую идею, мать отвела Бобби в шахматный клуб для взрослых. Председатель клуба с трудом выигрывает у мальчика и принимает его в ученики. Выучив русский язык, Бобби ходит в библиотеку за советскими шахматными журналами, где замечает фотографию Спасского. Он участвует в соревнованиях и вскоре становится самым молодым гроссмейстером в мире.
Бобби часто устраивает скандалы. Участвуя в шахматной олимпиаде в болгарской Варне, он обвиняет советских гроссмейстеров в договорных играх и в сговоре с Международной шахматной федерацией. Разразившись тирадой о том, что эта система лишает несоветского игрока возможности выиграть чемпионат мира, Бобби покидает турнир и бросает шахматы.
По приезде Фишера в США, адвокат Пол Маршалл предлагает ему стать его представителем, работая на общественных началах. Фишер возвращается в шахматы и выбирает своим помощником католического священника, отца Уильяма Ломбарди, экс-чемпиона мира по шахматам среди юниоров и победителя чемпиона мира Спасского. Ломбарди пытается обуздать «звёздную болезнь» Бобби и его непомерные требования.
Со временем Бобби приближается к вершине шахматного Олимпа, становясь героем для американской публики. В разгар Холодной войны доминирование СССР в шахматах используется в пропагандистских целях как доказательство превосходства коммунистической системы над американской демократией. Президент США, Ричард Никсон и госсекретарь Генри Киссинджер внимательно следят за прогрессом Бобби и поощряют его.
Ломбарди говорит Маршаллу, что чрезмерное увлечение шахматами разрушило психику многих великих игроков.
На турнире в Санта-Монике Бобби проигрывает чемпиону мира Борису Спасскому. На следующее утро разъярённый Бобби вступает в спор со Спасским на пляже.
Напряжённая обстановка доводит Бобби до паранойи и психоза. При встрече с Маршаллом, обеспокоенная сестра Бобби Джоан цитирует письма своего брата о том, как коммунисты вступают в сговор с международным еврейством, чтобы уничтожить его. Джоан объясняет, что Бобби верит в это, несмотря на то, что он сам является евреем, и умоляет Маршалла показать Бобби психиатрам. Маршалл пренебрежительно относится к её опасениям, но по мере ухудшения состояния Бобби он заявляет Ломбарди, что Бобби нуждается в лечении. Ломбарди это отвергает.
Репортёры и болельщики со всего мира собираются в Рейкьявике, Исландия, чтобы стать свидетелями исторического матча за звание чемпиона мира по шахматам 1972 года между Фишером и Спасским. Бобби проигрывает первую партию и не выходит на вторую, за что ему засчитывается поражение. Бобби сильно мешает шум в зале, вращающиеся камеры и резкий звук шахматной доски, он требует переноса игры в отдельное помещение, из-за чего вступает в конфликт с организаторами матча. Спасский, разгневанный перспективой сохранения своего титула без боя, заявляет, что сможет побить американца «даже в сортире» и требует от своего окружения в случае победы Фишера выпустить американца невредимым из Исландии.
Бобби выигрывает третью партию, применив нестандартную тактику. Четвёртая партия кончается ничьей. Бобби выигрывает пятую партию, Спасский начинает проявлять признаки паранойи. Эксперты предполагают, что следующая игра определит исход турнира. В шестой игре Бобби применяет дебют, который никогда не играл раньше, чем удивляет всех. Вдохновенная игра Фишера в последней партии матча поражает Спасского, он аплодирует победе Бобби и складывает звание чемпиона мира. Бобби не обращая внимания на ликующую толпу садится в машину и передвигает фигуры на карманных шахматах. Голос за кадром говорит, что Бобби выиграл матч и что его шестая партия против Спасского до сих пор считается величайшей шахматной партией из когда-либо сыгранных. Однако в дальнейшем его психические проблемы усугубились, впоследствии он был лишён своего титула и умер в 2008 году, укрывшись от уголовного преследования США в Исландии.

## В ролях
- Тоби Магуайр — Роберт (Бобби) Фишер
  - Шеймус Дейви-Фицпатрик — молодой Бобби Фишер
  - Эйден Лавкамп — Бобби Фишер в детстве
- Лев Шрайбер — Борис Спасский
- Питер Сарсгаард — Уильям Ломбарди
- Лили Рэйб — Джоан Фишер
  - Софи Нелисс — Джоан в детстве
- Робин Вайгерт — Регина Фишер
- Майкл Стулбарг — Пол Маршалл
- Эвелин Брошу — Донна
- Кати Нолан — Мария
- Эдвард Зиновьев — Ефим Геллер
- Виталий Макаров — Иванович
- Игорь Овадис — русский книготорговец
- Илья Волок — КГБшник
- Эдвард Янки — президент Ричард Никсон
- Морис Демерс — Леонид Брежнев
- Ольга Марченко — русская женщина

## Значение названия
Режиссёр Эдвард Цвик объясняет значение названия фильма: «Есть Генри Киссинджер и Ричард Никсон, звонящие Бобби Фишеру; есть Брежнев и агенты КГБ, следящие за Борисом Спасским. Оба были пешками [в руках] своих народов». О том, что на матч в Рейкьявик прилетала из Москвы специально командированная группа сотрудников КГБ, которыми из центра руководил полковник, впоследствии генерал Ф. Д. Бобков, рассказывал в 2016 году сам Спасский.

## Восприятие
Мировые кассовые сборы фильма составили по разным данным от 3,6 до 5,5 млн долларов. Фильм получил в основном положительные отзывы. На сайте Rotten Tomatoes на основе 80 рецензий со средним баллом 6,5 из 10 фильм получил оценку 71 %. На сайте Metacritic фильм имеет оценку 65 из 100 на основе 29 рецензий, что соответствует статусу «в основном положительные отзывы».
Спасский же негативно оценил фильм, указав, что он безнадёжно далёк от исторической достоверности.
Анатолий Карпов также оценил фильм негативно: 
Может, для популяризации шахмат фильм неплохой, но по содержанию ужасен. Там много неточностей. Я уж не говорю, что шахматные позиции просто идиотские. Фильм довольно бюджетный, ну так возьмите шахматного консультанта, заплатите ему гонорар, он выправит вам позиции. А то там диагональ слева направо — белая. Делаете фильм о чемпионах мира, и такие ляпы, для меня как для профессионала — это ужасно.